# Cheda Sutra
Les Cheda Sutras (prâkrit: Chedasutta) font partie des textes sacrés du jaïnisme selon la branche shvetambara. Ils sont la deuxième partie de l'Angabahya qui sont les textes canoniques subsidiaires faisant eux-mêmes partie des Agamas connus aussi sous le nom de Siddhanta: la doctrine du jaïnisme. Les Cheda Sutras contiennent les trente-et-une offenses pouvant être commises par le croyant ainsi que les pénitences correspondant pour l'expiation de ces fautes. Les Cheda Sutras sont eux divisés en six parties; ils précèdent le Mula Sutra.